# Уједињено Краљевство на Летњим олимпијским играма 1896.
Десет спортиста из Уједињеног Краљевства Велике Британије и Ирске такмичило се у седам спортова на Олимпијским играма 1896. у Атини. Британски и ирски спортисти били су пета нација по успешности у погледу укупног броја медаља (7). Освојене су две златне, 3 сребрне и две бронзане медаље. Медаље су освојене на 23 такмичења у 14 дисциплина.
Два британска тенисера су играла у мешовитој екипи и освојили су златну у бронзану медаљу. Ове медаље се не рачунају у укупном броју британских освојених медаља.

## Освајачи медаља

### Злато
- Џон Пајус Боланд – Тенис, појединачно мушкарци
- Лонстон Елиот – Дизање тегова једноручно, мушкарци

### Сребро
- Грантли Гулдинг – Атлетика, 110 m препоне, мушкарци
- Френк Кипинг – Бициклизам, 12 сати, мушкарци
- Лонстон Елиот – Дизање тегова, дворучно, мушкарци

### Бронза
- Едвард Бател – Бициклизам, друмска трка, мушкарци
- Чарлс Гмелин – Атлетика, 400 m, мушкарци

### Атлетика
Британски спортисти у атлетици освојили су две медаље и четврти пута били у финалу. Трке на 100 метара и 800 метара биле су две дисциплине у којима нису имали успеха.
| Дисциплина   | Позиција | Атлетичар              | Предтакмичење | Финале                 |
| ------------ | -------- | ---------------------- | ------------- | ---------------------- |
|              |          |                        |               |                        |
| 100          | –        | Лонстон Елиот          | Unknown       | није се клквалификовао |
| 100          | –        | Чарлс Гмелин           | непознато     | није се клквалификовао |
| 100          | –        | Џорџ Маршал            | непознато     | није се клквалификовао |
|              |          |                        |               |                        |
| 400          | 3        | Чарлс Гмелин           | непознато     | непознато              |
|              |          |                        |               |                        |
| 800          | –        | Џорџ Маршал            | непознат      | није се пласирао       |
|              |          |                        |               |                        |
| 110 препоне  | 2        | Грантли Гулдинг        | 18.4          | 17.6                   |
|              |          |                        |               |                        |
| бацање диска | 4        | Џорџ Стјуарт Робертсон | није одржано  | 25.20                  |
|              |          |                        |               |                        |

## Бициклизам
| Дисциплина   | Место | Бициклиста   | Време     |
| ------------ | ----- | ------------ | --------- |
| 333,3        | 4     | Едвард Бател | 26,2      |
| 333,3        | 5     | Френк Кипинг | 27,0      |
| 100 km       | 3-9   | Едвард Бател | непознато |
| Трка 12 сати | 2     | Френк Кипинг | 314,664   |
| Друмска трка | 3     | Едвард Бател | непознато |

### Гимнастика
Лонстон Елиот је учествовао у дисциплини пењање уз конопац и заузео последње 5 место. Резултат није познат али се зна да је био дуг 14 метар а да је трећепласирани имао 12,5 метара
| Дисциплина | позиција | Гимнастичар   | Резултат  |
| ---------- | -------- | ------------- | --------- |
|            |          |               |           |
| Конопац    | 5        | Лонстон Елиот | непознато |
|            |          |               |           |

### Стрељаштво
Мерлин и Machonet нису успели освојити ниједну медаљу у стрељаштву.
| Дисциплина              | Место | Стрелац      | Резултат                | Хитаца                  |
| ----------------------- | ----- | ------------ | ----------------------- | ----------------------- |
|                         |       |              |                         |                         |
| Војничка пушка          | 10    | Сидни Марлин | 1156                    | непознато               |
| Војничка пушка          | 14-41 | Машоне       | непознато               | непознато               |
|                         |       |              |                         |                         |
| Пушка слободбног избора | 6–18  | Сидни Марлин | непознато               | непознато               |
|                         |       |              |                         |                         |
| Војнички пиштољ         | –     | Сидни Марлин | није заврршио такмичење | није заврршио такмичење |
|                         |       |              |                         |                         |
| Пиштољ брза паљба       | –     | Сидни Марлин | није заврршио такмичење | није заврршио такмичење |
|                         |       |              |                         |                         |

### Тенис
Боланд је био далеко најбољи играч у конкуренцији тенисера, са победама у обе дисциплине и и и две златне медаље, иако један од њих је била у оквиру мешовите екипе. У првом колу појединачног такмичења је опбедио Немца а онда га узео као партнера у игри парова. Робертсон је имао мање успеха, изгубимо је оба меча која је играо, иако је био ретроактивно награђен бронзаном медаљом коју је доделио Међународни олимпијски комитет што је његов пласман у игри парова ставио на треће место. Боландова златна медаља у игри паров, и Робетсонова бронза не рачунају се као медаље екипе Уједињеног Краљевства јер су игране у мешовитим паровима (такмичари из две земље).
| Дисциплина   | Позиција | Такмичар                                       | Прва рунда | Четвртфинале         | Полуфинале           | Финале                |                       |
| ------------ | -------- | ---------------------------------------------- | ---------- | -------------------- | -------------------- | --------------------- | --------------------- |
|              |          |                                                |            |                      |                      |                       |                       |
| појердиначно | 1        | Џон Пајус Боланд                               | Победа     | Пиобеда              | Победа               | Победа 6-2, 6-2       |                       |
| појердиначно | 8        | Џорџ Стјуарт Робертсон                         | Изгубио    | није се квалихиковао | није се квалихиковао | није се квалихиковао  |                       |
| парови       | 1st      | Џон Пајус Боланд и · Фридрих Траун (НЕМ)       | -          | Победа               | Слободни             | Победа                |                       |
| парови       | 3        | Џорџ Стјуарт Робертсон и Едвин Теди Флек (АУС) | -          | слободни             | изгубили             | нису се квалификовали | нису се квалификовали |
|              |          |                                                |            |                      |                      |                       |                       |

| Земља   | Победе | Порази | Проценат |
| ------- | ------ | ------ | -------- |
| Немачка | 1      | 0      | 1.000    |
| Грчка   | 5      | 2      | .714     |
|         |        |        |          |
| Total   | 6      | 2      | .750     |

### Дизање тегова
У дизању тегова са две руке Елиот је имао исти резултат као Виго Јенсен, али је проглашен од стране грчког принца Ђорђа председника судијског жирија као другопласирани. У другој диасцилини дизање терета једном руком убедљиво поразио Јенсена.
| Дисциплина   | Позиција | Дизач тегова  | Најбољи резултат |
| ------------ | -------- | ------------- | ---------------- |
|              |          |               |                  |
| једном руком | 1        | Лонстон Елиот | 71.0             |
|              |          |               |                  |
| две руке     | 2        | Лонстон Елиот | 111.5            |
|              |          |               |                  |

### Рвање
Елиот је био поражен од евентуалног првака Карл Шуман у првом кругу у конкуренцији хрвање, везања за 4. и задње место.
| Дисциплина   | Позиција | Рвач          | Четвртфинале | Полуфинале           | Финале               |
| ------------ | -------- | ------------- | ------------ | -------------------- | -------------------- |
|              |          |               |              |                      |                      |
| грчко-римски | 4        | Лонстон Елиот | изгубио      | није се квалификовао | није се квалификовао |
|              |          |               |              |                      |                      |

| Противник | Победа | Изгубљене | Проценат |
| --------- | ------ | --------- | -------- |
| Немачка   | 0      | 1         | .000     |
|           |        |           |          |
| Укупно    | 0      | 1         | .000     |